# La Cascade de feu
La Cascade de feu, venut als Estats Units com a The Firefall i a Gran Bretanya com a Cascade of Fire, és una pel·lícula muda francesa de 1904 dirigida per Georges Méliès. Va ser venuda per la Star Film Company de Méliès i està numerada del 665 al 667 als seus catàlegs.
Méliès interpreta Satanàs a la pel·lícula, que utilitza pirotècnia, escamoteigs, exposició múltiples i fosa com a efectes especials. El suport del marc barroc es va reutilitzar de l'aquari que apareix a la pel·lícula de Méliès La Sirène a principis d'aquell any.

Sobreviu una còpia de la pel·lícula, i és coneguda per l'erudició cinematogràfica almenys des de 1979, quan John Frazer la va descriure al seu llibre Artificially Arranged Scenes: The Films of Georges Méliès. Tanmateix, Frazer va identificar erròniament aquesta pel·lícula com una pel·lícula de Méliès diferent, Les filles du diable. (Al seu torn, la pel·lícula que Frazer descriu com La Cascade de feu és de fet una pel·lícula de Ferdinand Zecca.) Ressenyant la pel·lícula, que va trobar lenta en comparació amb altres obres de Méliès del mateix període, Frazer va especular que podria haver estat una "producció casual generada a partir d'una sèrie d'accessoris d'estoc", vagament inspirada en la novel·la Ella de Henry Rider Haggard.